# آنتونیو ساباتو
آنتونیو ساباتو (به ایتالیایی: Antonio Sabato) بازیکن فوتبال و اهل ایتالیا است که از سال ۱۹۸۴ میلادی عضو تیم ملی فوتبال ایتالیا بوده و در ۴ بازی ملی حضور داشته‌است. او در بازی‌های ملی‌اش گلی به ثمر نرساند.
آنتونیو ساباتو آخرین بازی ملی خود را در سال ۱۹۸۴ میلادی انجام داد.